# 古希美·芬拿
古希美·芬拿（葡萄牙語：Guilherme Finkler，1985年9月24日—)，是一名巴西職業足球員，司職進攻中場，現效力澳職球會墨爾本勝利。在巴西，他通常被稱為古希美（Guiherme）或古·芬拿（Gui Finkler）。由於他的外貌酷似巴西球星卡卡，而且他的傳球技術出色，而且罰球精準，時常在關鍵時刻透過罰球或遠射替球隊取得關鍵入球，因而有「澳職卡卡」或「假卡卡」之外號。墨爾本勝利於3月24日在球會網誌宣布他將於2015/16賽季完成後，轉會至澳職球會威靈頓鳳凰。

## 外部連結
- 墨爾本勝利球員資料 （页面存档备份，存于）